# Motta Sant’Anastasia
Motta Sant’Anastasia ist eine Stadt der Metropolitanstadt Catania in der Region Sizilien in Italien mit 12.072 Einwohnern (Stand 31. Dezember 2023).

## Lage und Daten
Motta Sant’Anastasia liegt 25 Kilometer westlich von Catania. Die Einwohner arbeiten hauptsächlich in der Landwirtschaft, in der Schafzucht oder in der Industrie.
Die Nachbargemeinden sind Belpasso, Camporotondo Etneo, Catania und Misterbianco.

## Geschichte

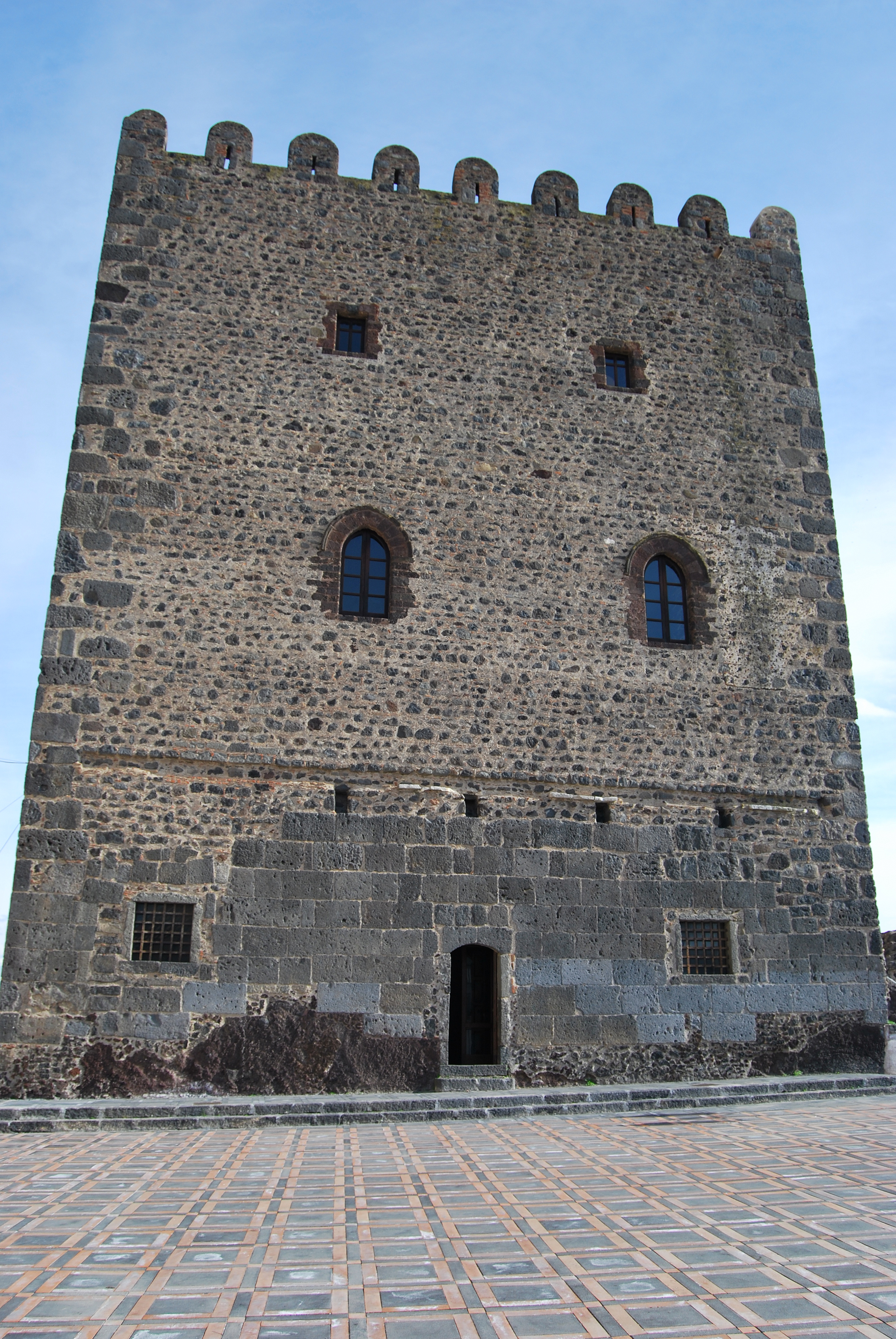
Castello Normanno

Das Gründungsjahr des Ortes ist unbekannt. Der Ort entwickelte sich ab dem 11. Jahrhundert um eine von den Normannen gebaute Burg.

## Sehenswürdigkeiten
- Burg aus dem 11. Jahrhundert
- Pfarrkirche aus dem 12. Jahrhundert
- Panorama des Ätnas

## Erinnerungsstätten
An der Verbindungsstraße nach Misterbianco, am Fuße des Ätna, befindet sich die Deutsche Kriegsgräberstätte Motta Sant’Anastasia für die in Sizilien gefallenen und gestorbenen deutschen Soldaten des Zweiten Weltkrieges.

## Söhne und Töchter der Stadt
- Giuseppe Di Stefano (1921–2008), Opernsänger (Tenor)